# The Thoroughbred
Pour plus de détails, voir Fiche technique et Distribution.
The Thoroughbred est un film américain réalisé par Richard Thorpe, sorti en 1930.

## Synopsis
Riley et Donovan, des propriétaires de chevaux de course, cherchent tous les deux à se lier d'amitié avec Tod Taylor, un jockey. Tod choisit finalement de travailler pour Riley, et gagne de plus en plus de courses. Colleen, la fille de Riley, sympathise avec Tod mais ce dernier tombe sous le charme de Margie, qui travaille pour le compte de Drake, un parieur. Tod en arrive au point où on lui propose de rater exprès sa course pour éviter la prison. Néanmoins Tod gagne la course et, lorsqu'il est arrêté, Riley qui a eu vent de l'affaire rembourse ses dettes et il est libéré.

## Fiche technique
- Titre original : The Thoroughbred
- Réalisation : Richard Thorpe
- Scénario : Jack Natteford
- Décors : Ralph M. DeLacy
- Photographie : Max Dupont
- Son : Dean Daily
- Montage : Clarence Kolster
- Société de production : Tiffany Productions
- Société de distribution : Tiffany Productions
- Pays de production :  États-Unis
- Langue originale : anglais
- Format : noir et blanc — 35 mm — 1,20:1 — son Mono (RCA Photophone System)
- Genre : drame
- Durée : 57 minutes
- Date de sortie :
  - États-Unis :10 août 1930

## Distribution
- Wesley Barry : Tod Taylor
- Judith Barrett : Colleen Riley
- Pauline Garon : Margie
- Larry Steers : Tom Drake
- Robert Homans : Riley
- Walter Perry : Donovan
- Onest Conley : Ham
- Mildred Washington : Purple
- Madame Sul-Te-Wan : Sacharine